# Andrew Divoff
Andrew Daniel Divoff (també conegut com a Andrei o Andy) (San Tomé, 2 de juliol de 1955) és un actor veneçolà conegut pel seu paper com a  Mikhail Bakunin a la sèrie Lost.
Entre el 1973 i el 1977 va residir a Vilassar de Mar i també va fer de guia turístic a la Costa Brava. És per això que parla perfectament el català. A més a més, també parla i escriu de manera fluida anglès, alemany, castellà, francès, italià, rus i portuguès. Durant uns mesos de rodatge que va passar a Romania va aprendre romanès, de manera que al final de la seva estada al país podia fins i tot fer entrevistes en aquest idioma. Actualment, però, com que no tenia ningú amb qui practicar-lo, l'ha, literalment, oblidat.